# Suspiria (film din 2018)
Suspiria  este un film american și italian  din 2018 regizat de Luca Guadagnino. Este creat în genurile dramatic, thriller, de groază, supranatural. Rolurile principale au fost interpretate de actorii  Dakota Johnson, Chloë Grace Moretz, Mia Goth, și Tilda Swinton. Scenariul este scris de David Kajganich. Este o refacere a filmului omonim din 1977 regizat de Dario Argento. Jessica Harper, care are rolul principal în filmul din 1977, revine într-un alt rol, un rol secundar. Filmul original din 1977 formează trilogia Cele trei mame (italiană: Le Tre madri) împreună cu filmele Inferno (1980) și A treia mamă (2007).

## Prezentare
O tânără dansatoare americană (Dakota Johnson) începe să studieze la o prestigioasă academie de dans din Berlin, doar pentru a afla secretele întunecate și sinistre ale academiei.

## Distribuție
- Dakota Johnson - Susie Bannion
- Tilda Swinton - Madame Blanc / Mother Helena Markos / Dr. Josef Klemperer (ca Lutz Ebersdorf)[10]
- Mia Goth - Sara Simms
- Angela Winkler - Miss Tanner
- Ingrid Caven - Miss Vendegast
- Elena Fokina - Olga Ivanova
- Sylvie Testud - Miss Griffith
- Renée Soutendijk - Miss Huller
- Christine LeBoutte - Miss Balfour
- Fabrizia Sacchi - Pavla
- Małgosia Bela - Mrs. Bannion / Death
- Jessica Harper - Anke Meier
- Chloë Grace Moretz - Patricia Hingle
- Alek Wek - Miss Millius
- Jessica Batut - Miss Mandel
- Vincenza Modica - Miss Marks
- Vanda Capriolo - Alberta
- Olivia Ancona - Marketa
- Brigitte Cuvelier - Miss Kaplitt
- Mikael Olsson - Agent Glockner
- Fred Kelemen - Agent Albrecht

## Producție
Filmările au început în decembrie 2016. Cheltuielile de producție s-au ridicat la 20 milioane $.

## Lansare și primire
A avut încasări de 8,5 milioane $.